# Ostrów Mazowiecka
Ostrów Mazowiecka [ˈɔstruf mazɔˈvʲɛt͡ska] (a menudo abreviado Ostrów Maz.) es una ciudad y un municipio en Polonia con 22.800 habitantes (2013), situado en el Voivodato de Mazovia, la sede del distrito de Ostrów Mazowiecka.
- Datos: Q841352
- Multimedia: Ostrów Mazowiecka / Q841352